# Герштеттен
Герштеттен (нім. Gerstetten) — громада в Німеччині, знаходиться в землі Баден-Вюртемберг. Підпорядковується адміністративному округу Штутгарт. Входить до складу району Гайденгайм.
Площа — 92,43 км2. Населення становить 11 703 ос. (станом на 31 грудня 2020).